# Amphineurus bickeli
Amphineurus (Amphineurus) bickeli là một loài ruồi trong họ Limoniidae. Chúng phân bố ở miền Australasia.